# 眭跃飞
眭跃飞（1963年—），男，江苏丹阳人，中国数学家，曾任中国科学院计算技术研究所研究员、博士生导师，中国数学会理事。